# 니다푤
니다푤(고대 노르드어: Niðafjǫll [ˈnɪðafjœlː]→어두운 산맥)은 노르드 신화에 나오는 장소로, 중간계 북쪽(니플헤임)에 있는 산맥이다. 〈무녀의 예언〉제37절과 제66절에 언급된다.
〈무녀의 예언〉 제37절에 따르면, 니다벨리르에 신드리의 일족이 사는 궁전이 있는데(또는 신드리라는 이름의 궁전이 있는데), 그 궁전의 지하에 니다푤이 있다. 이 대목을 오독해서 니다푤에 신드리가 산다고 잘못 해석하는 경우가 있다.
스노리 스투를루손의 《신 에다》 〈길피의 속임수〉에 따르면 라그나로크 이후 덕 있는 사람들이 여기서 살게 될 것이라고 한다. 분명 헬헤임에 있는 공간인데 어째서 덕 있는 사람들이 여기로 오는지는 알 수 없다.
〈무녀의 예언〉의 마지막 절인 제66절에서 니드호그가 니다푤에서 솟아오른다고 한다.